# Ramotswa
Ramotswa is een stad in Botswana met ongeveer 20.000 inwoners. Het ligt ten zuidwesten van de hoofdstad Gaborone. 
Ramotswa is de stammenhoofdstad van de BaLete, een etnische minderheid die haar wortels in de Nguni-stam heeft.
De hoofdindustrie van Ramotswa is tarwemeel. Tevens worden er metaalproducten vervaardigd. Slechts een vijfde van het gebied is gecultiveerd, maar de dichtheid van rundvee, geiten en schapen is hoog.